# À quoi je sers
Singles de Mylène Farmer
Sans logique
(1989) Allan (Live)
(1989)
À quoi je sers... est une chanson de Mylène Farmer, sortie en single le 17 juillet 1989. Ce titre est alors inédit, ne figurant sur aucun album studio.
Inspiré du livre L'Apprentissage de la ville de Luc Dietrich, le texte est écrit par Mylène Farmer, juste après les premières dates de sa première tournée en 1989.

La musique, soutenue par quelques notes de guitare sèche, est signée Laurent Boutonnat.
Le clip en noir et blanc, réalisé par Laurent Boutonnat, semble alors terminer un cycle : assise sur une barque, la chanteuse navigue sur le Styx (le fleuve des Enfers) et finit par retrouver les personnages défunts de ses anciens clips.
Malgré son texte très sombre, la chanson connaît le succès, se classant même n°1 des diffusions radios en France.

## Contexte et écriture
En mai 1989, Mylène Farmer est au sommet de sa popularité : elle enchaîne les tubes, ses clips sont de véritables évènements, son album Ainsi soit je... s'est écoulé à plus d'un million d'exemplaires et sa première tournée est un triomphe.
Alors qu'elle vient de donner ses premiers concerts au Palais des Sports de Paris, la chanteuse est très troublée par sa rencontre avec le public mais aussi par la solitude ressentie de façon violente en sortant de scène. Elle déclarera : « Très sincèrement je ne pense être utile à personne. Ce serait très prétentieux de ma part. Je pense qu’on peut réunir des personnes autour d’une émotion. Maintenant avoir des gens aussi chaleureux en face de moi chaque soir, ça ne m’empêche pas de me demander à quoi je sers. »
C'est ainsi qu'elle écrit deux chansons : À quoi je sers... et La Veuve Noire.

Le texte d'À quoi je sers... est fortement inspiré du livre L'Apprentissage de la ville de Luc Dietrich, un des auteurs préférés de la chanteuse. Elle reprend notamment certains termes comme « Poussière vivante », « Pour qui, pour quoi se redresser » ou encore « Je sers à rien du tout ».
Sur ce texte très sombre, Laurent Boutonnat compose une musique moins rythmée que les singles précédents, soutenue principalement par des notes de guitare sèche.

## Sortie et accueil critique
Le single sort le 17 juillet 1989 avec un autre titre inédit en face B, La Veuve Noire. La pochette est illustrée par une photo en noir et blanc signée Marianne Rosenstiehl, prise à l'insu de Mylène Farmer dans sa loge après un concert.

### Critiques
- « À quoi je sers... est peut-être un des plus beaux textes qu'elle ait chanté. Du grand Farmer. » (Jeune et jolie)[8]
- « Un nouveau tube. Mi-lente, mi-rapide, À quoi je sers... nous désarçonne une fois de plus. » (Top 50)[9]
- « Une chanson fluide, gracile et vite inoubliable. Bref, une ritournelle qui saura susciter l'intérêt des foules. » (Graffiti)[10]
- « À quoi sert-elle ? À nous enchanter toujours et encore par ses textes qui n'arrêtent pas de nous trotter dans la tête longtemps après. » (Cool)[11]
- « Sur un gimmick toujours efficace de Laurent Boutonnat, elle livre un titre bien mené, mais pas tubesque non plus, faisant plutôt preuve de sobriété. »[12]

## Vidéo-clip

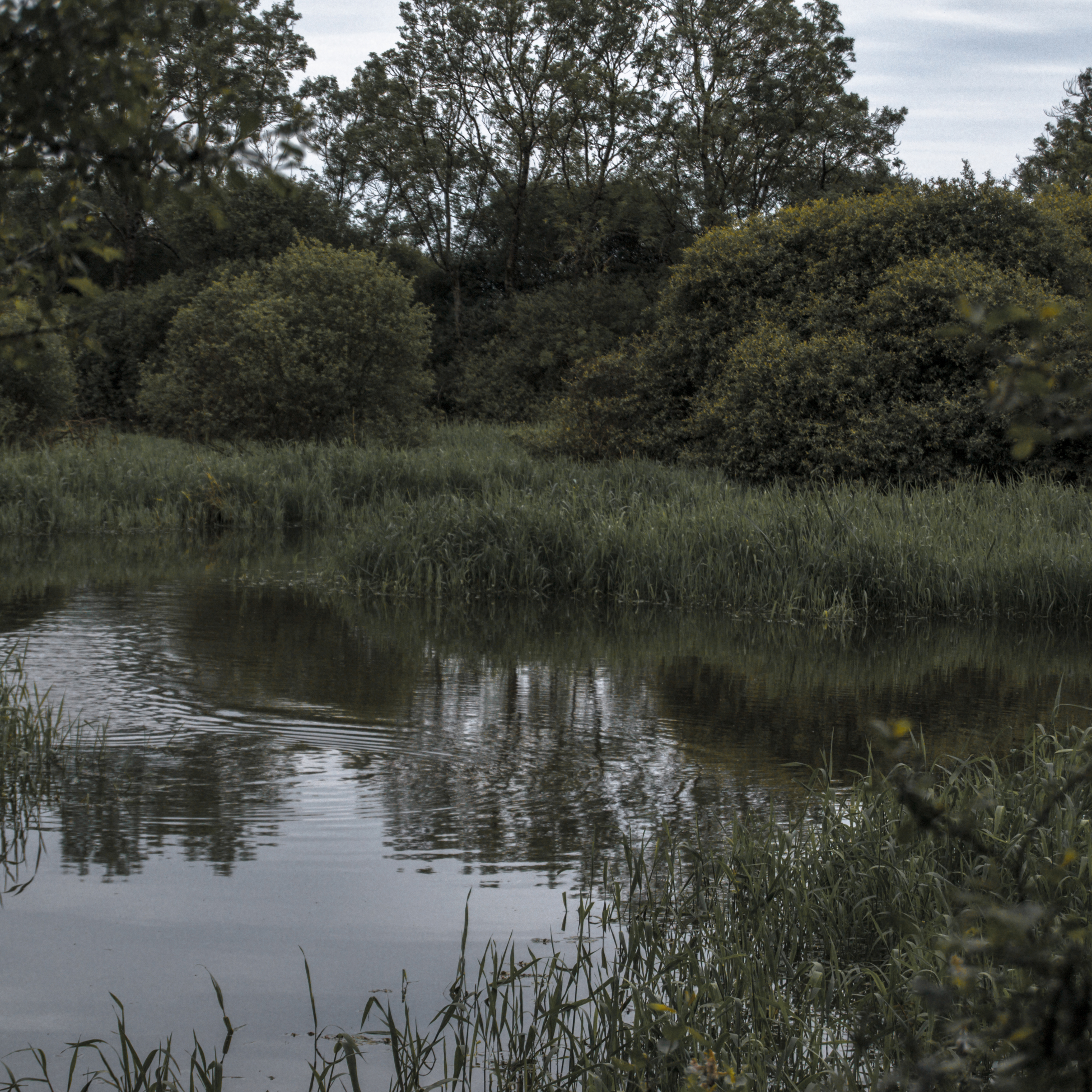
Le clip a été tourné au Lac de Grand-Lieu.

Réalisé par Laurent Boutonnat et tourné en cinémascope, le clip, en noir et blanc, est tourné durant l'été 1989 au Lac de Grand-Lieu, dans la Loire-Atlantique. Selon une légende ancienne, une importante cité, Herbauges, et tous ses habitants, auraient été engloutis par ce lac au cours du VIe siècle, Dieu considérant cette cité comme maudite, à la suite d'un refus d'évangélisation.
Le clip revisite le mythe du Styx, le fleuve qui sépare le monde terrestre des Enfers dans la Mythologie grecque et d'où il était impossible de revenir : le seul moyen de le traverser était de faire appel à Charon, un passeur qui emportait les âmes avec lui sur une barque..
Cette vidéo semble marquer la fin d'un cycle pour la chanteuse, celle-ci finissant par retrouver les personnages défunts de ses anciens clips avant de partir avec eux.

### Synopsis

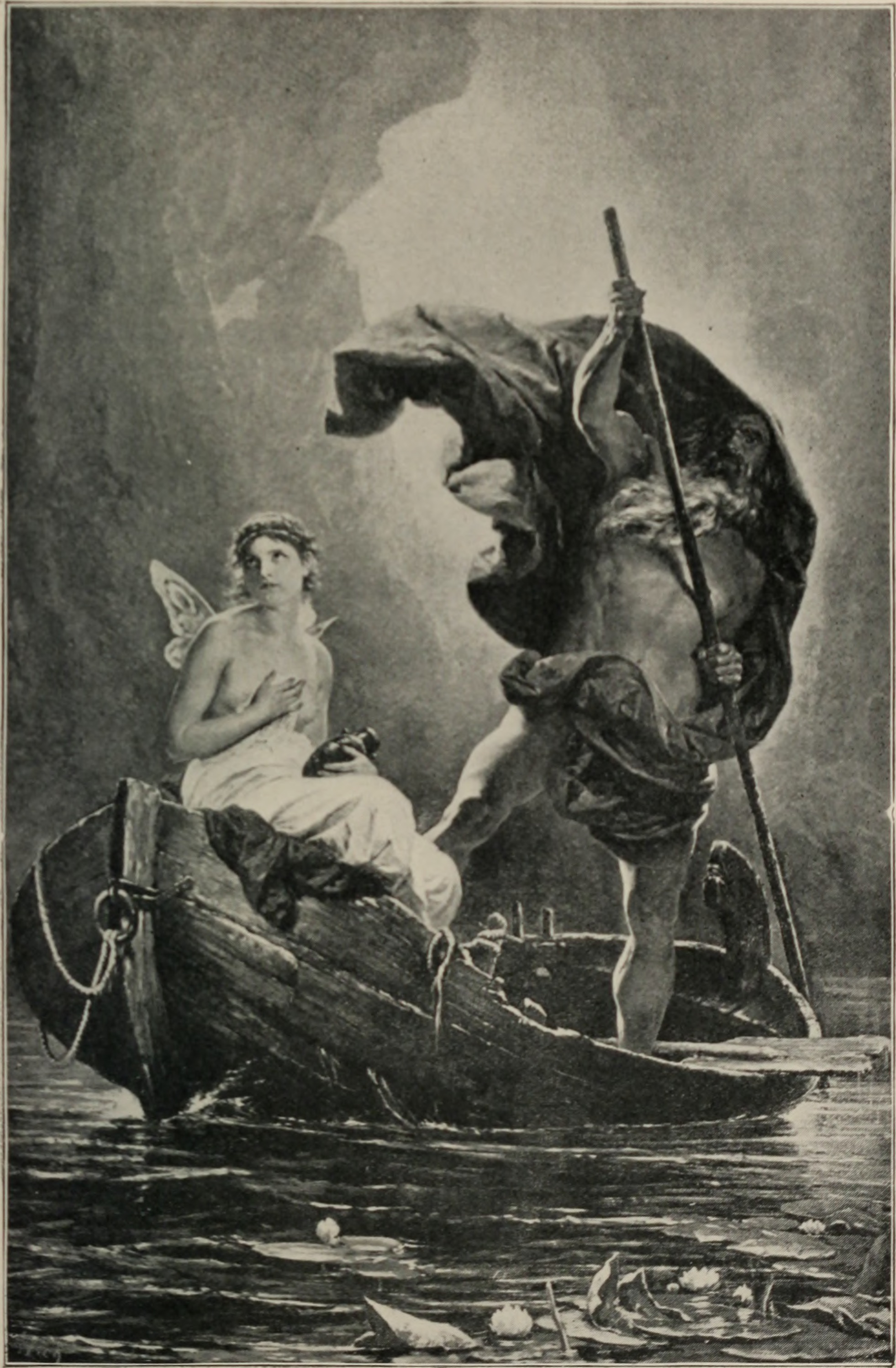
Charon menant Psyché sur le Styx.

Sur une rive brumeuse, Mylène Farmer attend, une valise à la main.
Un homme vêtu d'une cape et d'un chapeau noir, les yeux cernés, apparaît sur une barque à travers le brouillard afin de venir la chercher.
Tout le long du voyage sur cette barque, pas un mot n'est échangé entre eux.
Mylène reste assise, pensive, tournant le dos à la marche, tandis que le passeur ne s'attèle qu'à faire avancer son embarcation.
Cinq silhouettes apparaissent alors, comme sortant des eaux. Mylène se retourne et comprend qu'ils sont là pour elle : la Rivale de Libertine, Rasoukine de Tristana, le marionnettiste  de Sans contrefaçon, le capitaine anglais de Pourvu qu'elles soient douces et le torero de Sans logique.
Mylène les rejoint et s'enfonce progressivement dans le fleuve avec eux.

La dernière image montre le passeur revenant de son trajet, ne ramenant dans sa barque que la valise.

### Sortie et accueil
Le clip est diffusé en télévision à la fin de l'été 1989.
- « On s'attend toujours à une nouvelle surprise et le fait est que l'on n'est jamais déçu. Toujours aussi surprenant, déroutant, pour ne pas dire étrange. » (Top 50)[14]
- « Un clip sobre et mélancolique, filmé comme un vieux film en noir et blanc. »[15]
- « Le clip est presque un autodafé de la première partir de sa carrière, comme l'annonce de la fin d'une ère. »[16]
- « Les images sont simples mais très évocatrices. L'ensemble est une réussite. »[17]

## Promotion
Mylène Farmer interprète À quoi je sers... pour la première fois à la télévision le 2 septembre 1989 dans l'émission J'y crois du comme Terre sur TF1.
Accompagnée par le guitariste Slim Pezin, elle chantera le titre deux autres fois au cours du même mois, dans Sacrée Soirée et Avis de recherche, juste avant de repartir en tournée.

## Classements hebdomadaires
Malgré son texte très sombre, À quoi je sers... réussit à se classer n°1 des diffusions radios en France et atteint la 16e place du Top 50 durant l'automne 1989, où il reste classé durant 14 semaines.
En 2018, le titre atteint la 3e place des ventes de singles en France à la suite de la réédition du Maxi 45 tours par Universal.
| Classement (1989)  | Meilleure position |
| ------------------ | ------------------ |
| France (Ventes)    | 16                 |
| France (Radios AM) | 3                  |
| France (Radios FM) | 1                  |
| Europe (Ventes)    | 67                 |
| Europe (Radios)    | 21                 |

| Classement (2018) | Meilleure position |
| ----------------- | ------------------ |
| France (Ventes)   | 3                  |

## Liste des supports
| A. | À quoi je sers... | Mylène Farmer | Laurent Boutonnat | 4:30 |
| B. | La Veuve Noire    | Mylène Farmer | Laurent Boutonnat | 4:13 |

| A.  | À quoi je sers... (Club Remix) | 7:50 |
| B1. | La Veuve Noire                 | 4:13 |
| B2. | À quoi je sers...              | 4:30 |

## Crédits
- Paroles : Mylène Farmer
- Musique : Laurent Boutonnat
- Production : Laurent Boutonnat
- Prise de son et mixage : Thierry Rogen
- Enregistré et mixé au Studio Mega
- Éditions : Requiem Publishing et Bertrand Le Page[27]

## Interprétations en concert
À quoi je sers... a été ajouté lors de la deuxième partie de la première tournée de Mylène Farmer en 1989.
Il figure également parmi les titres de son Tour 2009, excepté lors des dates en Russie (où À quoi je sers... est remplacé par L'Amour n'est rien...) et lors des concerts en stades (où le titre est remplacé par California).

## Albums et vidéos incluant le titre

### Albums de Mylène Farmer
| Année | Album de Mylène Farmer | Version                   | Durée     | Certifications de l'album  |
| 1989  | En concert             | Live 1989                 | 5:05      | 2 × Or                     |
| 1992  | Dance Remixes          | Club Remix                | 7:50      | 2 × Or                     |
| 2001  | Les mots               | Version Single            | 4:30      | Diamant · 2 × Platine · Or |
| 2009  | N°5 on Tour            | Live 2009                 | 5:07      | 2 × Platine · Or           |
| 2021  | Plus grandir           | Version Single Vidéo-clip | 4:30 4:58 | Platine                    |
| 2025  | 86-97                  | Version Single            | 4:39      |                            |

### Vidéos de Mylène Farmer
| Année | Vidéo de Mylène Farmer            | Version    | Durée | Certifications de la vidéo            |
| 1990  | Les clips vol. III                | Vidéo-clip | 4:58  | 2 × Platine                           |
| 1990  | En concert                        | Live 1989  | 5:05  | 2 × Platine (VHS) · 2 × Platine (DVD) |
| 1997  | Music Videos                      | Vidéo-clip | 4:58  | 3 × Platine (VHS) · Diamant (DVD)     |
| 2010  | Stade de France (édition limitée) | Live 2009  | 5:07  | Diamant · Or                          |

## La Veuve Noire

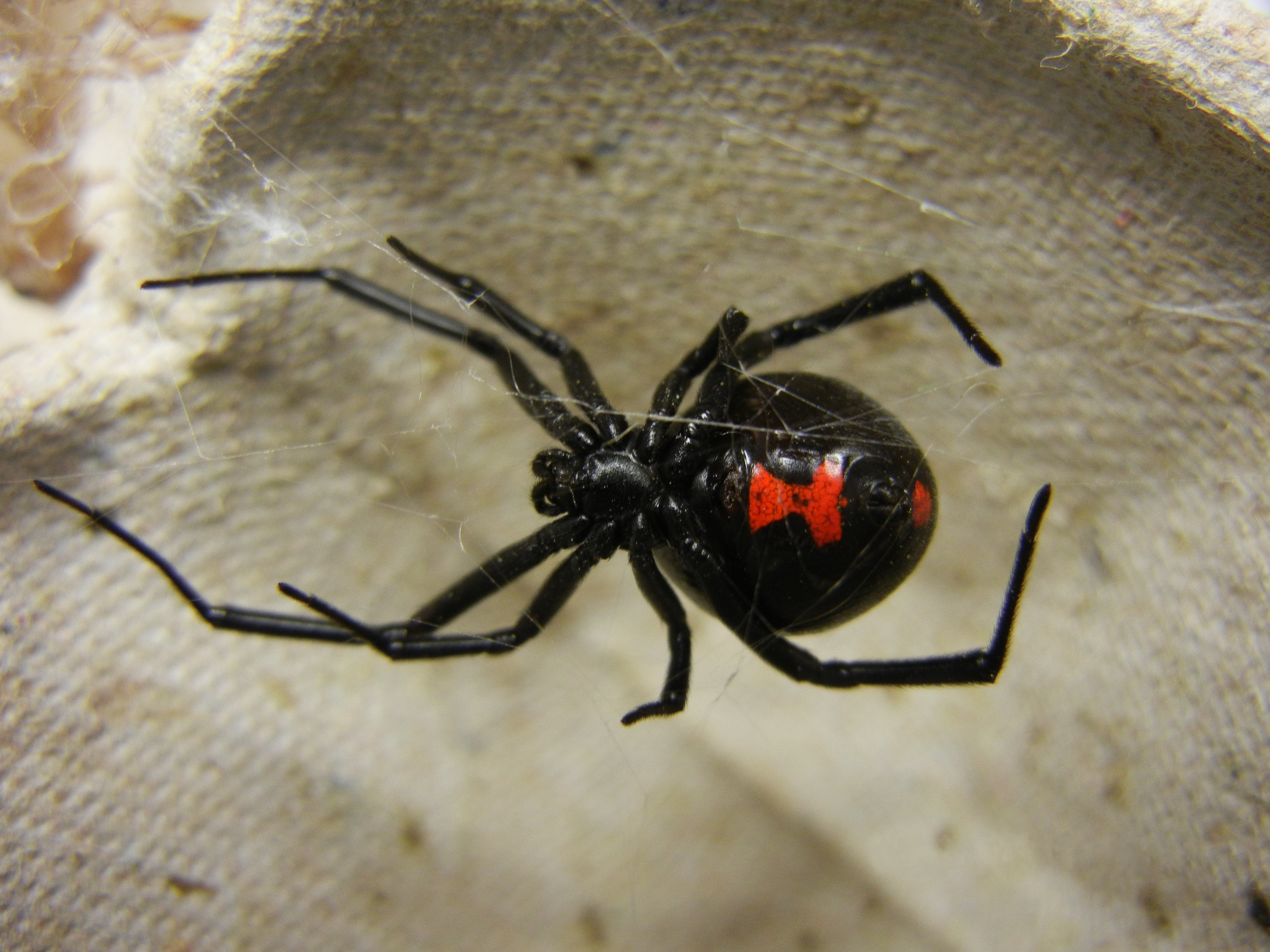
La veuve noire.

En face B du 45 tours de À quoi je sers..., figure La Veuve Noire, un titre inédit écrit par Mylène Farmer et composé par Laurent Boutonnat, dont la musique reprend la même ligne mélodique de guitare qu'À quoi je sers....
Le texte de La Veuve Noire, dont le nom désigne à la fois une araignée venimeuse et une femme dont les amours se terminent tragiquement à plusieurs reprises, fait référence aux premiers concerts donnés par la chanteuse en mai 1989.
Le titre n'a jamais été interprété en concert ni en télévision.

Il sera intégré à la compilation de Mylène Farmer Les mots, sortie en 2001.